# Bökendorf
Bökendorf ist ein Ortsteil der Stadt Brakel im Kreis Höxter in Nordrhein-Westfalen und gehört somit zur Region Ostwestfalen-Lippe. In Bökendorf leben 747 Einwohner (Stand 31. Dezember 2020).
Bökendorf ist eine alte Siedlung, die zwischen dem Eggegebirge und dem Wesertal auf einer Höhe von ca. 200 m über NN gelegen ist. Das Ortsbild ist überwiegend von Neubauten geprägt, es gibt jedoch auch dort das literaturgeschichtlich bedeutende Schloss Bökerhof sowie einige historische Fachwerkgebäude.

## Geschichte
Bökendorf wurde im Jahr 965 erstmals urkundlich erwähnt. Kaiser Otto I. schenkte in dieser Urkunde eine ihm erblich gehörende „villa Bodincthorpe“ (Dorf Bökendorf) an das Stift Corvey. Der Name „Bodincthorpe“ hat wohl mit einem fränkischen Gaugrafen Bodo zu tun, den Friedrich Wilhelm Weber in seinem Epos „Dreizehnlinden“ als „schwarzen Grafen“ bezeichnet. Heute leitet man den Namen „Bökendorf“ vom niederdeutschen Wort Böke = Buche ab. Seit den 1950er Jahren führt das „Buchendorf“ eine Buche im Wappen. 1965 feierte Bökendorf sein 1000-jähriges Bestehen.
Bökendorf gehörte seit der Gründung zur weltlichen Herrschaft des Bistums Paderborn, ursprünglich im Herzogtum Sachsen. Ab dem 14. Jahrhundert bildete sich das Territorium Hochstift Paderborn im Heiligen Römischen Reich, das ab dem 16. Jahrhundert zum niederrheinisch-westfälischen Reichskreis gehörte. Im Hochstift Paderborn gehörte Bökendorf zur Gografschaft Brakel.
1802/1803 wurde das Hochstift vom Königreich Preußen besetzt. Von 1807 bis 1813 bildete Bökendorf eine Gemeinde im Kanton Brakel des Departements der Fulda im Königreich Westphalen und fiel dann wieder an Preußen. 1816 kam die Gemeinde zum neuen Kreis Brakel und 1832 zum Kreis Höxter, in dem sie zum Amt Brakel gehörte.
Das Schloss Bökerhof, Sitz des Werner Adolph von Haxthausen, war von 1810 bis 1834 Mittelpunkt des „Bökendorfer Romantikerkreises“. Außer seinen Söhnen Werner von Haxthausen und August Franz von Haxthausen gehörten diesem Kreis an: Deren Stiefnichten Annette von Droste-Hülshoff und ihre Schwester Jenny von Droste zu Hülshoff, die Brüder Jacob und Wilhelm Grimm, Heinrich Straube, August von Arnswaldt, Ernst Moritz Arndt, Clemens Brentano und Josef Görres. Die Brüder Grimm sammelten in Ostwestfalen Märchen, Sagen und Volkslieder. Annette von Droste-Hülshoff erfuhr aus den Aufzeichnungen ihres Stief-Onkels August, der „Geschichte eines Algierer Sklaven“ (1808), von einem authentischen Kriminalfall aus dem Raum Bökendorf Ende des 18. Jahrhunderts, den sie in ihrer Novelle Die Judenbuche (1842) literarisch verarbeitet hat. Der Bökerhof war der Ausgangspunkt langjähriger persönlich-literarischer Beziehungen.
1864 wurde der Gutsbezirk Abbenburg-Bökerhof aus der Gemeinde Bökendorf herausgelöst. Am 1. Oktober 1928 wurde der Gutsbezirk wieder nach Bökendorf eingemeindet. Am 1. Januar 1970 wurde Bökendorf durch das Gesetz zur Neugliederung des Kreises Höxter in die Stadt Brakel eingegliedert.

## Kultur

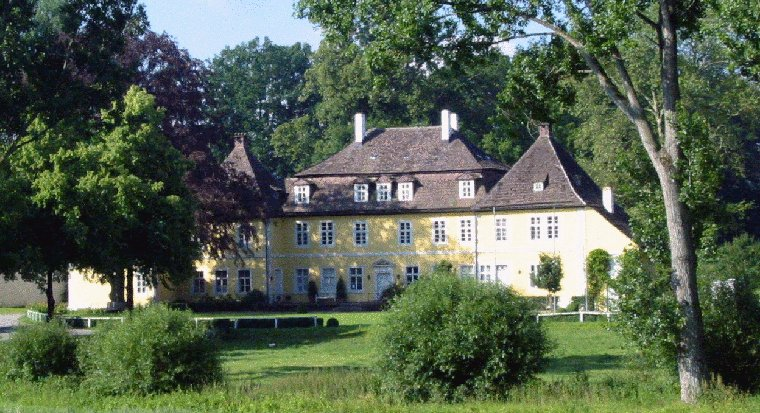
Literaturmuseum Schloss Bökerhof

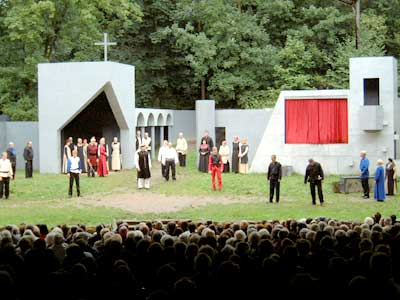
Freilichtbühne, Bühnenbild 2001 – Romeo und Julia

Der Bökerhof beherbergt ein Literaturmuseum. Hier erhält der Besucher einen Eindruck in die Wohnverhältnisse der Biedermeierzeit. Exponate zum Romantikerkreis sind ausgestellt. Während des Kultursommers finden Veranstaltungen wie Lesungen, Konzerte und Ausstellungen statt. Die weitläufige Gartenanlage des historischen Gutsparks beherbergt den teils als „Laubengang“ erhaltenen dreiseitigen Heckengang aus Hainbuchen, der Annette von Droste-Hülshoff und die Brüder Grimm inspirierte.
Während des Theatersommers führt ein Amateurschauspieler-Ensemble auf der Freilichtbühne Bökendorf Märchenspiele, andere Kinderstücke sowie Schauspiele, Komödien und Musicals für Erwachsene auf. Die Anlage hat eine überdachte Zuschauertribüne mit 1000 Sitzplätzen und gehört mit zu den besucherstärksten Bühnen Deutschlands.
Neben einer Vielzahl kleinerer Festlichkeiten und Tage der offenen Türen gehören traditionelle Sportfeste, Schützenfeste, Konzerte des Musikvereins sowie Frühjahrsmärkte und Weihnachtsbasare zu den alljährlichen Veranstaltungen der Ortsgemeinde. Seit dem Jahr 2002 findet alle zwei Jahre ein Kultur- und Bauernmarkt statt, der über die Stadtgrenzen Brakels hinaus bekannt geworden ist.
Aus dem Projekt „Dorf der Zukunft“ der Expo 2000 ging im Jahr 2001 als Ausdruck des ortsgemeinschaftlichen Strebens der Heimatverein Bökendorf neu hervor.

## Sehenswürdigkeiten

### Schloss Bökerhof

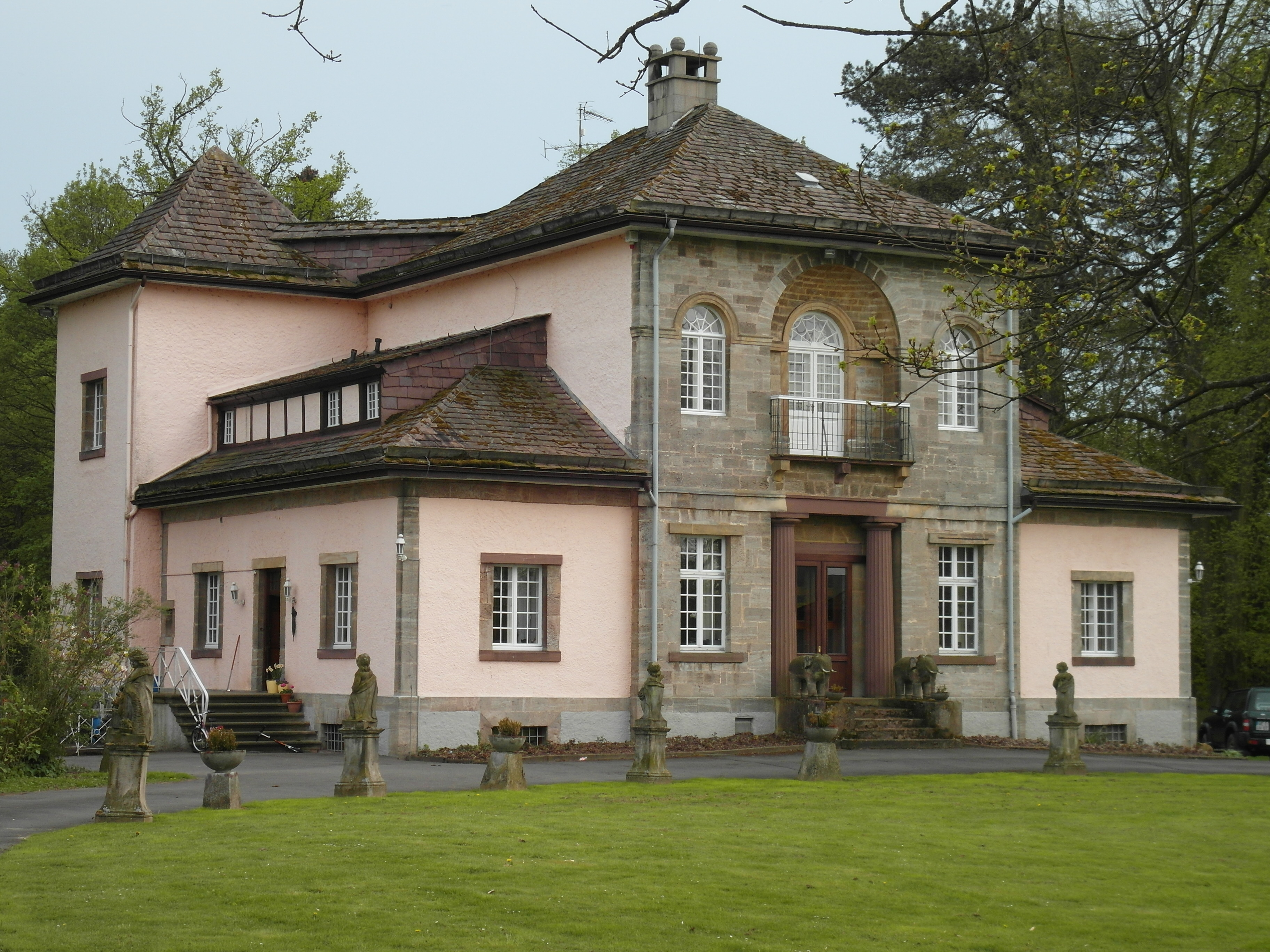
Gut Hainhausen

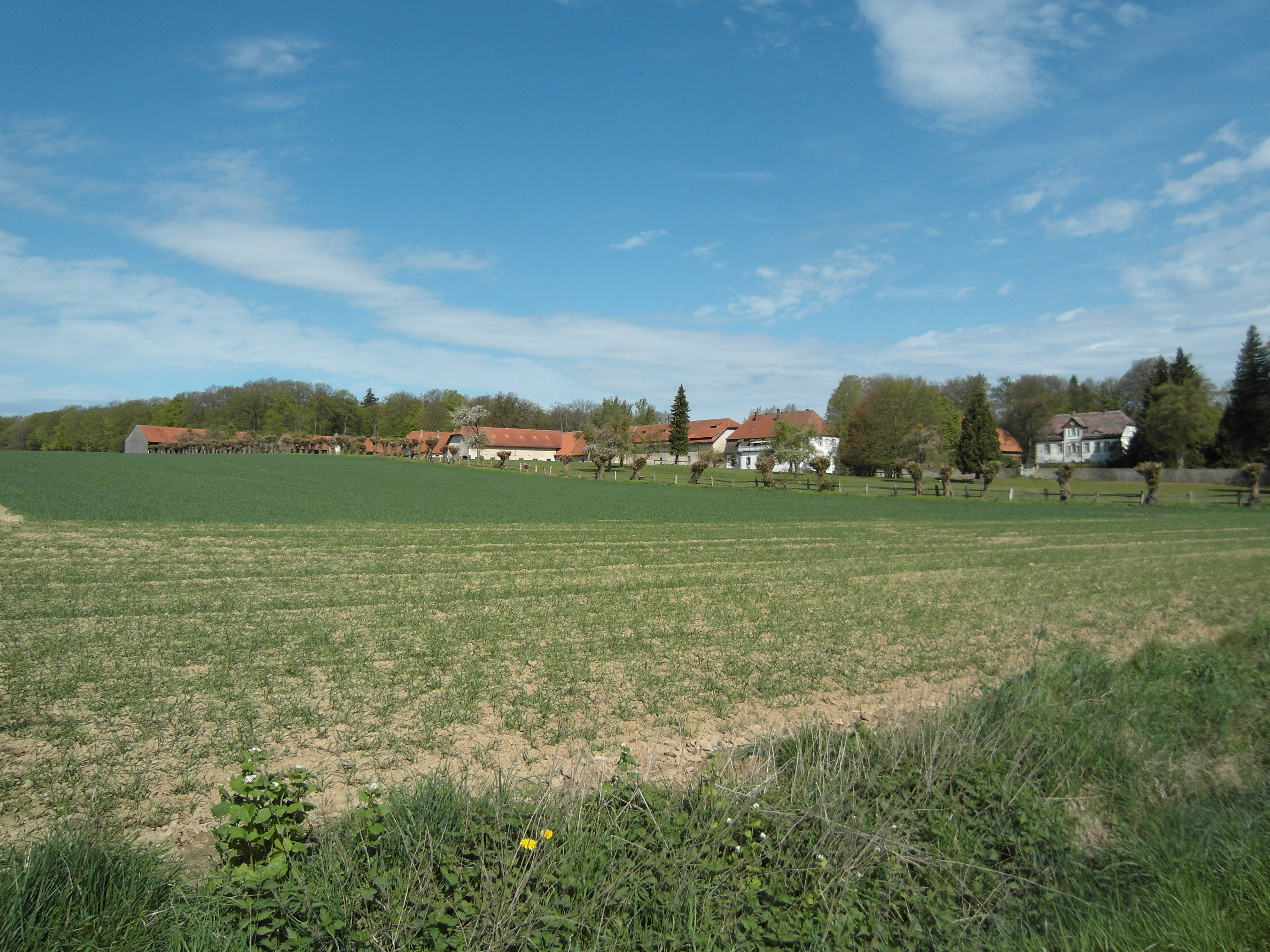
Gut Abbenburg

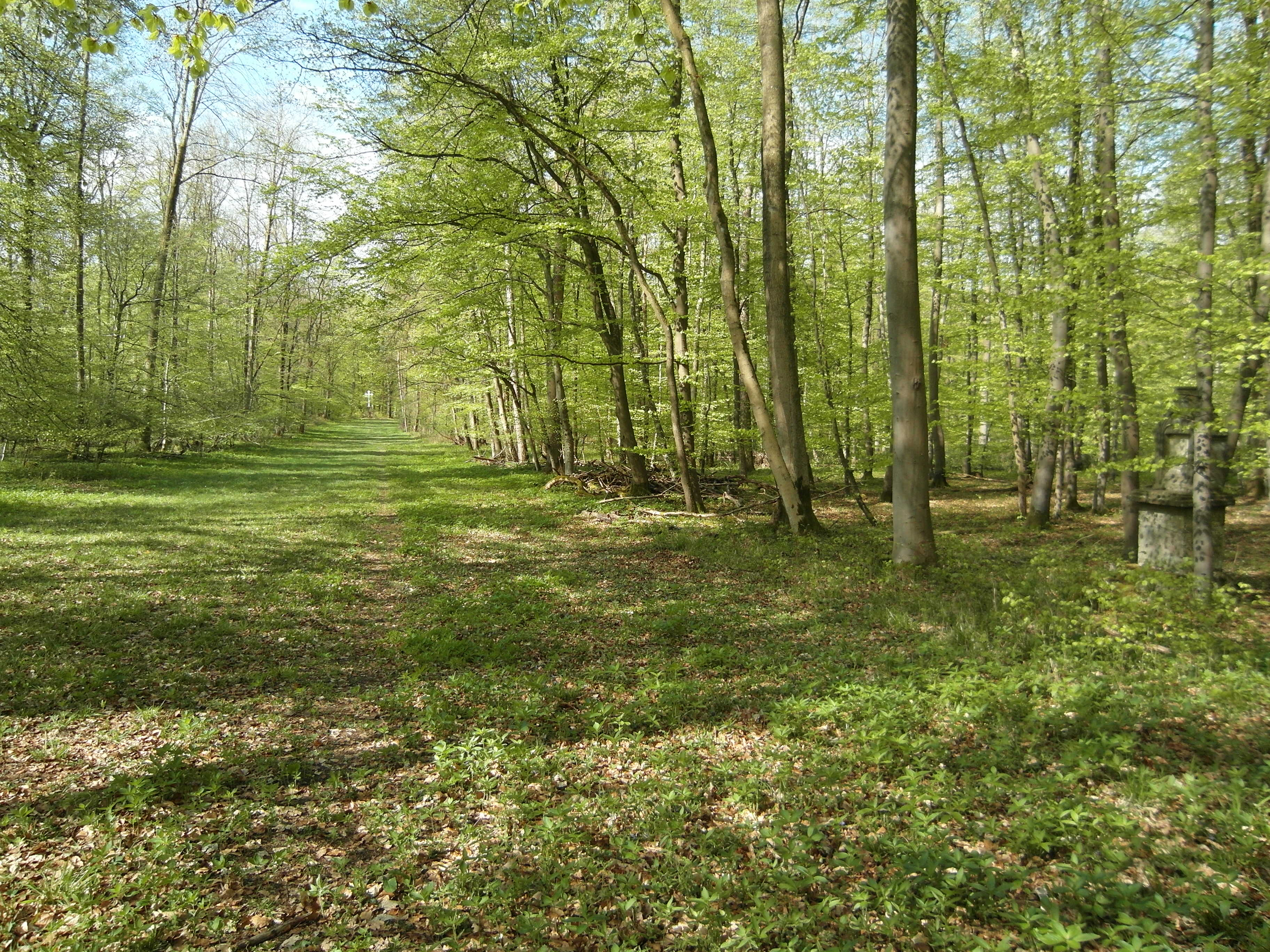
Kreuzweg Bökendorf

In Bökendorf befindet sich das von 1768 bis 1771 nach Plänen des Hildesheimer Hofbaumeisters Anton Went erbaute Schloss Bökerhof. Südlich befindet sich das Gut Hainhausen mit Park und nördlich das Gut Abbenburg mit Vorwerk Hellersen.
Annette von Droste-Hülshoff beschrieb den Zustand des Gutsparkes Abbenburg in der ersten Hälfte des 19. Jahrhunderts folgendermaßen: „Ungefähr 200 Schritte vom Hause (nach der stillen Seite) ein sehr hoher und breiter Laubengang, in der Mitte abgebrochen, wo eine herrliche Linde steht mit steinernem Tische und Bänken drum her.“ Östlich des Herrenhauses schließen sich an diesen Bereich eine von Laubbäumen und Koniferen umrandete Wiese sowie ein Teich an. Ein weiterer Bereich südlich einer Bruchsteinmauer, die eine Burgmauer gewesen sein könnte, wurde vermutlich als Nutzgarten bewirtschaftet. Noch heute ist der von Annette von Droste-Hülshoff beschriebene Bereich des Gutes noch gut als Hügel nebst Linde erkennbar. Auch einige Hainbuchen, die vermutlich zum Restbestand des Laubenganges gehörten, sind noch vorhanden. Der östliche Gartenbereich ist, wie auch die hausnahen Bereiche, gut gepflegt. Der Bereich um den Teich ist jedoch verwildert.

### Euro-Gedenkstein
Der Euro-Gedenkstein steht im Zentrum Bökendorfs, vor der Geschäftsstelle der Volksbank (Dreizehnlindenstraße 16).
Er wurde zur Erinnerung an die Währungsumstellung auf den Euro zum Jahr 2002 in den ersten zwölf europäischen Staaten und mit Bezug zu Bökendorfs kultureller Vergangenheit errichtet. Seine festliche Einweihung erfolgte im Rahmen des ersten Bökendorfer Kultur- und Bauernmarkts am 28. Juli 2002.
Für den Gedenkstein wurde ein 1,3 Tonnen schwerer Findling künstlerisch gestaltet. In einer Silhouette Europas, geformt aus einer Chrom-Nickel-Stahl-Kombination, wurden Euromünzen aus allen zwölf Staaten formvollendet eingebunden. Ein vor der Europa-Silhouette positioniertes großes Eurozeichen symbolisiert die erfolgte Währungsumstellung. Als Symbol der ausgedienten Währung in Kombination mit der ortseigenen literarisch-historischen Vergangenheit wurde eine 20-DM-Note der letzten im Umlauf befindlichen Serie gewählt, auf deren Vorderseite eine bekannte Wertschätzerin Bökendorfs, Annette von Droste-Hülshoff, porträtiert ist. Die Rückseite dieses Geldscheins ist ihrer weit bekannten Novelle Die Judenbuche in Form einer abgedruckten Schreibfeder und einer Buche gewidmet. Ein stilisierter kleiner Baum aus Buchenholz ist dem Denkmal aufgesetzt und soll ebenfalls an die Novelle erinnern, wie auch eine bei der feierlichen Enthüllung gepflanzte Euro-Buche. In dieser Novelle hatte Annette von Droste-Hülshoff eine historisch wahre Begebenheit aus dem Raum Bökendorf literarisch aufgearbeitet.

## Kulturelle Einrichtungen
- Literaturmuseum Schloss Bökerhof mit historischem Gutspark
- Freilichtbühne Bökendorf
- St. Johannes-Nepomuk-Pfarrkirche

## Persönlichkeiten
- Werner Adolph von Haxthausen (1744–1823), fürstbischöflich-paderbornischer Drost im Amt Lichtenau des Stifts Paderborn
- Werner von Haxthausen (1780–1842), deutscher Philologe
- August Franz von Haxthausen (1792–1866), Agrarwissenschaftler, Nationalökonom, Jurist, Landwirt und Schriftsteller sowie Volksliedersammler

## Auszeichnungen
- Seit 1997 „Kultur-Musterdorf“ in Ostwestfalen-Lippe (verliehen durch die nordrhein-westfälische Landesregierung)
- „Dorf der Zukunft“ im Rahmen des gleichnamigen OWL-Expo-Projektes (Expo 2000).
- 2006 und 2009 Landessilberdorf in Nordrhein-Westfalen im Landeswettbewerb „Unser Dorf hat Zukunft“ sowie ein „Sonderpreis für herausragende Einzelleistungen“ im Jahr 2009.
- 2010 Golddorf im Kreiswettbewerb „Unser Dorf hat Zukunft“.